# 中房第四水力発電所

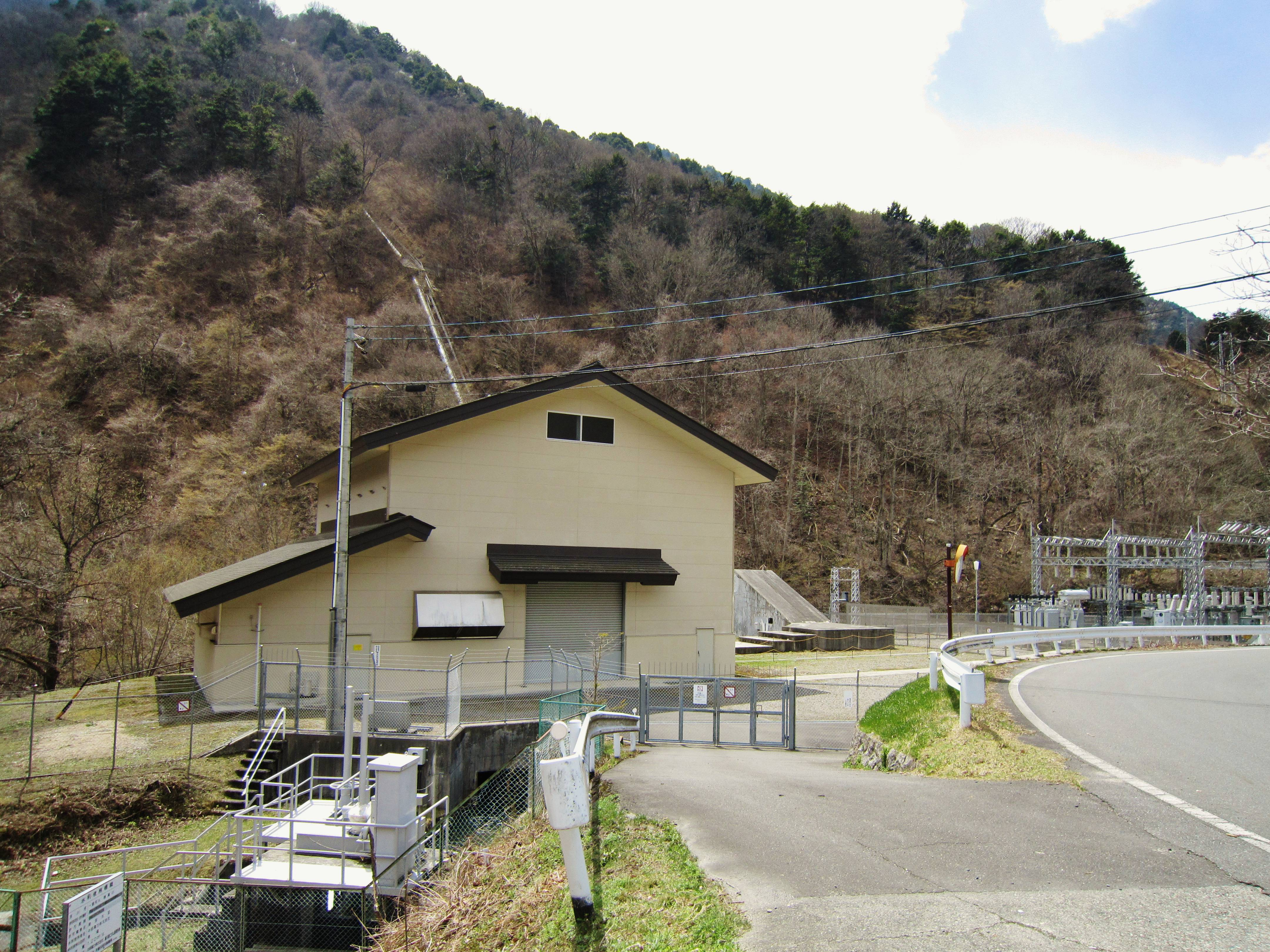
中房第四水力発電所

中房第四水力発電所（なかぶさだいよんすいりょくはつでんしょ）は、中部電力の水力発電所である。

## 所在地

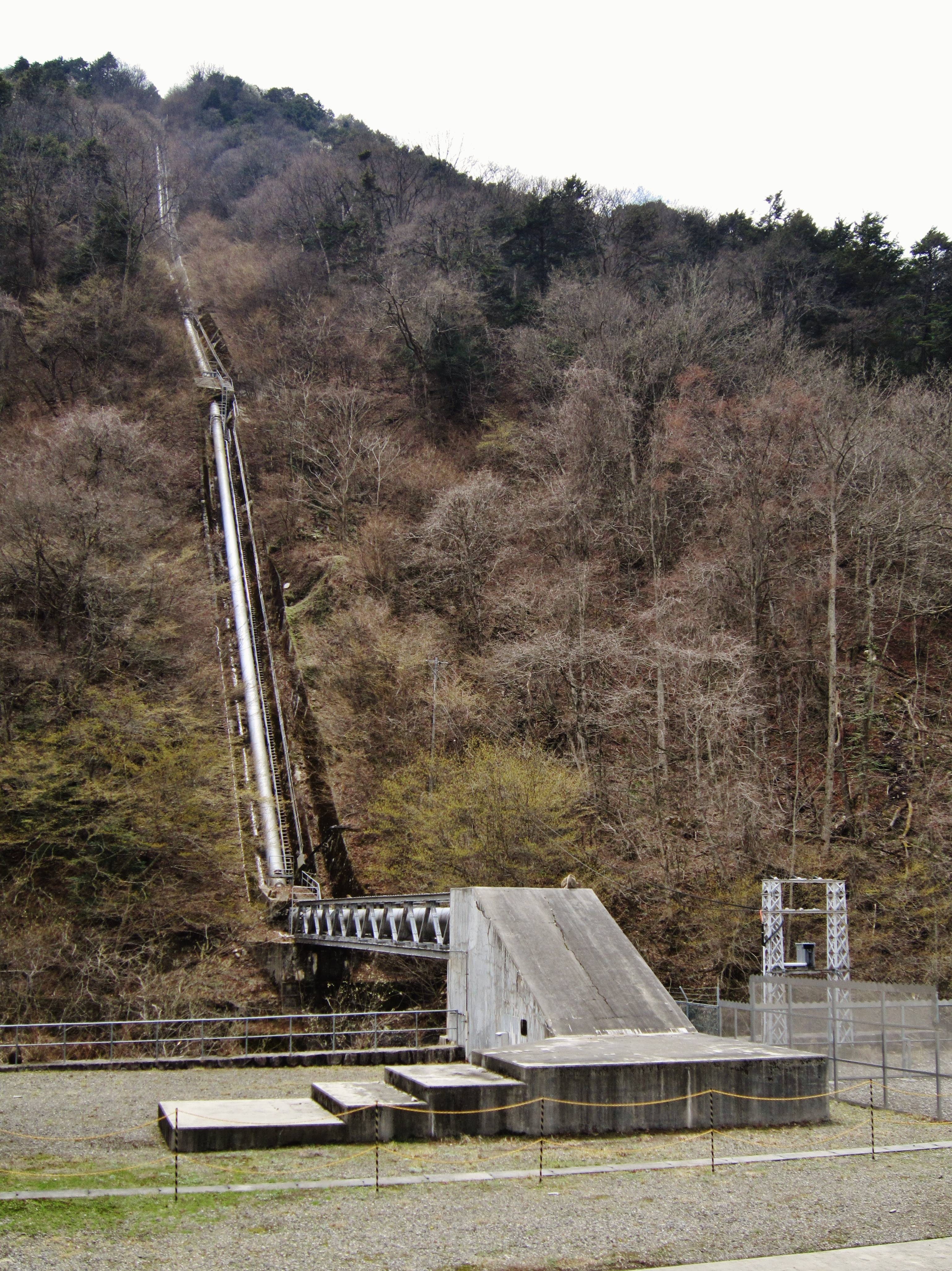
中房川をまたぐ水圧管路

- 長野県安曇野市穂高有明

## 概要
- 河川：中房川
- 最大出力：6700kW
- 周波数：50Hz
- 水路式
- 有効落差：308.18m
- 運用開始：1925年（大正14年）12月
- 明治時代の電力会社安曇電気が発電所を建設。